# Marquinhos Santos
Marcos Vinícius dos Santos Gonçalves, conocido como Marquinhos Santos, es un entrenador brasileño de fútbol, actualmente se encuentra entrenando para el Paysandu Fc.

## Carrera profesional
Jugó fútbol juvenil para el Santos FC como mediocampista, pero nunca jugó profesionalmente. En 1999 se mudó a Curitiba, y comenzó a trabajar en una pequeña escuela de fútbol en la ciudad llamada Sociedade Morgenau.
En 2003 se incorporó al Athletico Paranaense, estando a cargo de las canteras hasta 2009, cuando se incorporó a la categoría sub-20 del Coritiba. En 2011 fue nombrado entrenador de la selección nacional sub-15 de Brasil, y al año siguiente se hizo cargo de la sub-17, luego de que Emerson Ávila se hiciera cargo de la sub-20.
El 6 de septiembre de 2012 regresó a Coritiba, siendo nombrado ahora entrenador del primer equipo tras la destitución de Marcelo Oliveira. Fue despedido aproximadamente un año después, y fue reemplazado por Péricles Chamusca.
El 12 de diciembre de 2013 fue anunciado como entrenador del Bahia, pero fue despedido el 26 de julio siguiente, después de nueve partidos sin victorias. El 24 de agosto, regresó al Coxa, y logró evitar el descenso del club.
El 10 de diciembre de 014 fue nombrado gerente del Vasco da Gama, pero decidió no hacerse cargo de los asuntos familiares, y permaneció en Coritiba. El 8 de junio del año siguiente, fue relevado de sus funciones en este último club, después de cuatro derrotas consecutivas.
Santos pasó las siguientes tres temporadas dirigiendo clubes en la Série B y en la Série C, como Fortaleza, Figueirense, Paysandu, Londrina, São Bento y Juventude. El 16 de septiembre de 2019, regresó al nivel superior después de ser nombrado entrenador del Chapecoense, seriamente amenazado con el descenso.
Santos regresó al Ju para la temporada 2020, pero fue relevado de sus funciones el 16 de marzo después de un mal comienzo. El 4 de febrero de 2021, regresó a la Juventude para un tercer período. 

## Estadísticas como entrenador
- Actualizado al último partido dirgido el 14 de agosto de 2022.

| Club            | País   | Desde                    | Hasta                    | PJ  | PG  | PE  | PP  | GF  | GC  | GD  | Rendimiento |
| --------------- | ------ | ------------------------ | ------------------------ | --- | --- | --- | --- | --- | --- | --- | ----------- |
| Coritiba        | Brasil | 6 de septiembre de 2012  | 25 de septiembre de 2013 | 69  | 33  | 19  | 17  | 105 | 72  | +33 | 57.01%      |
| Bahía           | Brasil | 12 de diciembre de 2013  | 26 de julio de 2014      | 35  | 14  | 10  | 11  | 39  | 38  | +1  | 49.52%      |
| Coritiba        | Brasil | 24 de agosto de 2014     | 8 de junio de 2015       | 49  | 24  | 7   | 18  | 79  | 66  | +13 | 53.74%      |
| Fortaleza       | Brasil | 5 de marzo de 2016       | 19 de septiembre de 2016 | 36  | 19  | 9   | 8   | 59  | 38  | +21 | 61.11%      |
| Figueirense     | Brasil | 19 de septiembre de 2016 | 16 de febrero de 2017    | 19  | 4   | 4   | 11  | 15  | 25  | −10 | 28.07%      |
| Paysandu        | Brasil | 24 de junio de 2017      | 12 de febrero de 2018    | 35  | 13  | 8   | 14  | 43  | 40  | +3  | 44.76%      |
| Londrina        | Brasil | 8 de marzo de 2018       | 28 de junio de 2018      | 17  | 7   | 4   | 6   | 17  | 17  | +0  | 49.02%      |
| São Bento       | Brasil | 28 de junio de 2018      | 10 de febrero de 2019    | 30  | 8   | 9   | 13  | 29  | 38  | −9  | 36.67%      |
| Juventude       | Brasil | 11 de marzo de 2019      | 16 de septiembre de 2019 | 30  | 10  | 14  | 6   | 31  | 26  | +5  | 48.89%      |
| Chapecoense     | Brasil | 16 de septiembre de 2019 | 4 de diciembre de 2019   | 19  | 4   | 6   | 9   | 14  | 20  | −6  | 31.58%      |
| Juventude       | Brasil | 5 de diciembre de 2019   | 16 de marzo de 2020      | 11  | 1   | 6   | 4   | 6   | 11  | −5  | 27.27%      |
| Juventude       | Brasil | 4 de febrero de 2021     | 18 de octubre de 2021    | 41  | 13  | 12  | 16  | 45  | 51  | -6  | 41.47%      |
| América Mineiro | Brasil | 18 de octubre de 2021    | 10 de abril de 2022      | 29  | 12  | 8   | 9   | 31  | 24  | +7  | 50.58%      |
| Ceará           | Brasil | 12 de junio de 2022      | 14 de agosto de 2022     | 17  | 6   | 5   | 6   | 17  | 15  | +2  | 45.09%      |
| Total           | Total  | Total                    | Total                    | 437 | 168 | 122 | 147 | 530 | 481 | +49 | 47.75%      |

## Palmarés

### Clubes
Coritiba
- Campeonato Paranaense: 2013

Bahía
- Campeonato Baiano: 2014

Fortaleza
- Campeonato Cearense: 2016

América de Natal
- Campeonato Potiguar: 2024

### Internacional
Brasil Sub-15
- Campeonato Sudamericano Sub-15: 2011